# Muzoon Almellehan

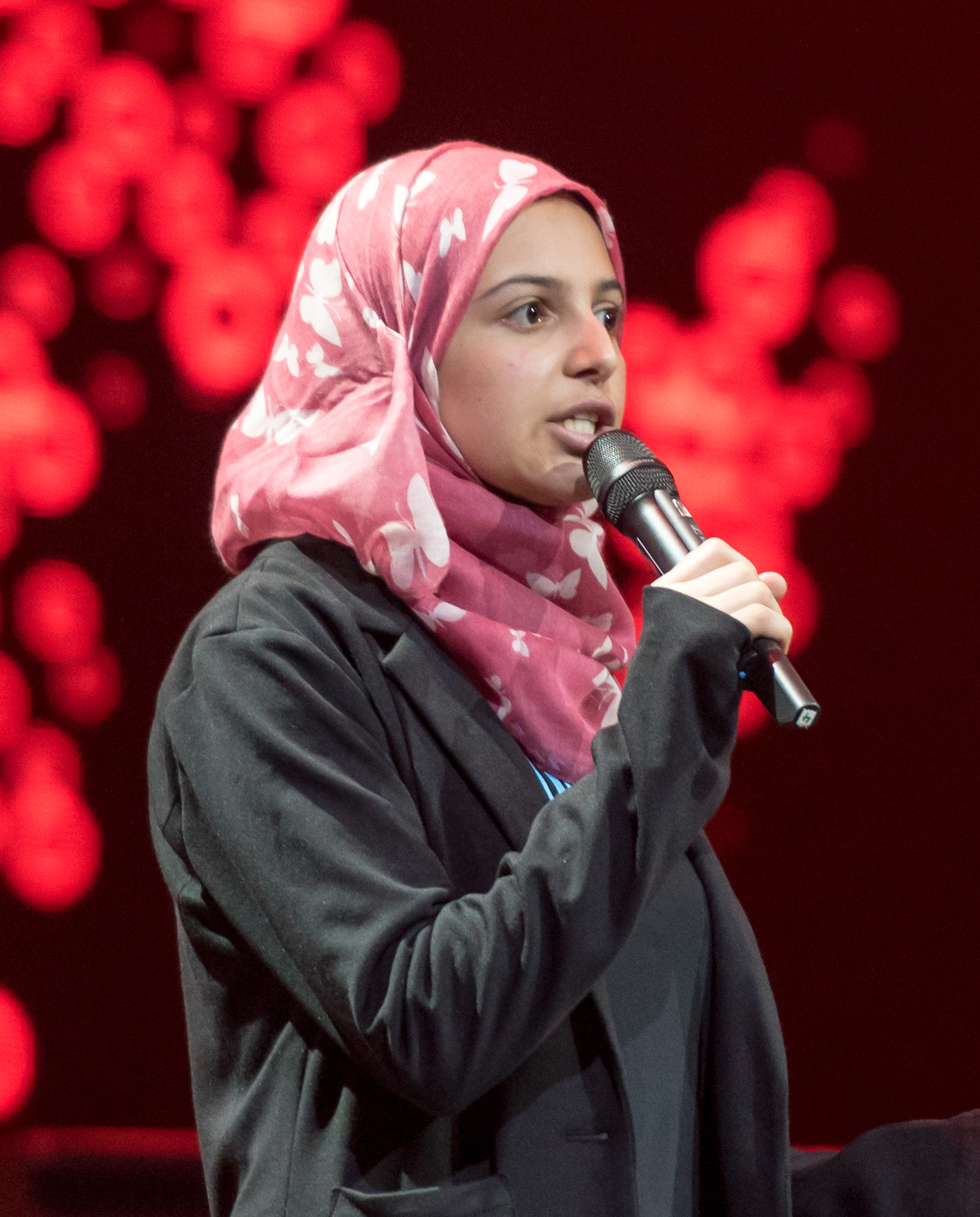
Muzoon Almellehan En el Global Citizen Festival en Hamburgo (2017)

Muzoon Almellehan (Daraa, Siria, 8 de abril de 1999) es una activista y refugiada siria establecida en Reino Unido. Es conocida por su labor para promover la escolarización de niños refugiados. Muchos medios se refieren a ella como la "Malala de Siria". Almellahan fue la primera embajadora de buena voluntad de UNICEF con estatus oficial de refugiado.

## Biografía
Almellehan nació en el 8 de abril de 1999 en Daraa, al suroeste de Siria. Sus padres se llaman Eman y Rakan Almellehan. Su padre era profesor. Tiene dos hermanos y una hermana, que son entre uno y cuatro años más jóvenes que ella. Tras el comienzo de la guerra civil siria, su ciudad fue asediada por el gobierno para después caer bajo el control de las fuerzas islamistas a principios de 2014. Cuando aumentó la violencia, su familia se desplazó a Jordania, donde vivieron durante tres años en distintos campos de refugiados. El primer campamento donde vivieron estaba al sur de su país, luego se trasladaron a Za'atari y luego a Azraq, otro campamento jordano. Finalmente pudieron negociar el traslado al Reino Unido, gracias a un plan anunciado en septiembre de 2015 por David Cameron, por el cual el gobierno británico se comprometía a recibir 20.000 refugiados sirios. La familia llegó así a Newcastle, después de dos meses y medio, convirtiéndose en unos de los primeros refugiados sirios admitidos en Reino Unido. Almellehan estudió junto a otros ocho niños refugiados en la Escuela Kenton.

## Activismo
Almellehan comenzó su activismo por la educación de las niñas porque la mitad de sus compañeras de clase en Za'atari dejaban el colegio para casarse. Aunque el matrimonio infantil no es particularmente común en Siria, este aumentó drásticamente tras el estallido de la guerra civil. Almellehan era conocida por intentar convencer a los padres de que dejaran a sus hijos, particularmente a las chicas, en escuelas de refugiados en lugar de obligarlos a casarse. También intentaba convencer a los niños de que continuaran sus estudios.
Almellehan es amiga de Malala Yousafzai, a quien conoció en el año 2014, cuando Yousafzai visitó el campamento de refugiados donde se alojaba Almellehan. Yousafzai invitó a Almellehan a la ceremonia de entrega del premio Nobel de la Paz que ganó.
La labor activista de Almellehan ha sido reconocida en varios países, lo que la ha hecho ganarse el título de "la Malala de Siria".
En 2017, Muzoon Almellehan participó en Social Good, una conferencia realizada en el marco de la 72.º asamblea de la ONU en Nueva York.
Ha recibido el Premio Internacional Yo Dona 2018.